# Kozaruša

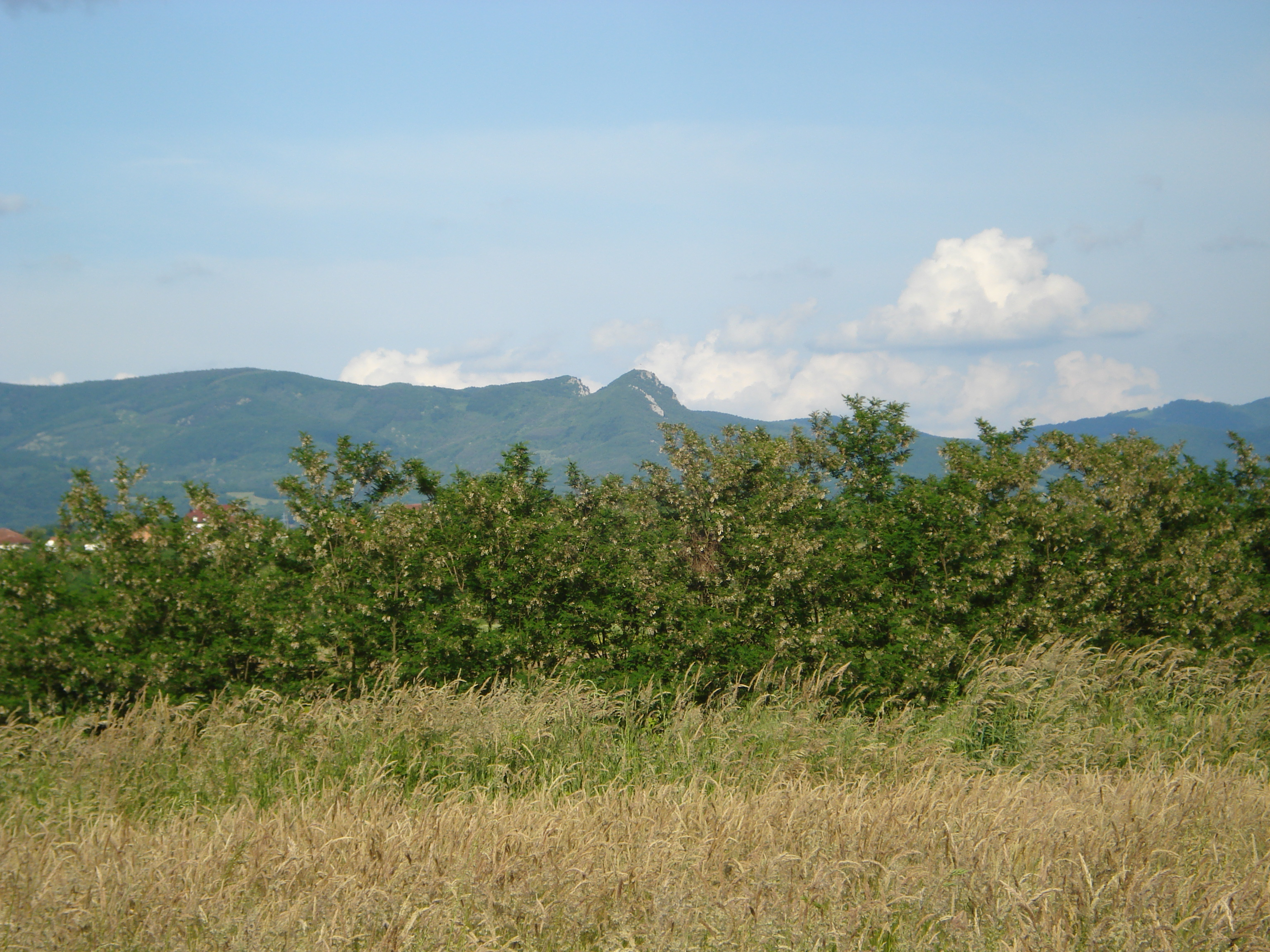
Berg Kozarački kamen bei Kozaruša

Kozaruša (serbisch-kyrillisch Козаруша) ist ein Dorf im nordwestlichen Teil von Bosnien und Herzegowina, in der Republika Srpska. Das Dorf gehört zur Gemeinde Prijedor.
Im Bosnienkrieg wurde Kozaruša stark zerstört. Der Ort grenzt im Nordosten an Kozarac, von wo aus er früher auch verwaltet wurde. Kozaruša ist von Prijedor acht und von Banja Luka 42 km entfernt. Die Moschee von Kozaruša wurde nach dem Bosnienkrieg wieder aufgebaut.

## Geographie
Kozaruša liegt am Südhang des Kozara-Gebirges.

### Klima
Der Winter ist in Kozaruša meist streng, die Sommer sind wie überall in Bosnien meistens sehr heiß.

## Geschichte
Vor 1992 gehörte Kozaruša zu Jugoslawien. Im Bosnienkrieg wurden viele Bewohner Kozarušas vertrieben, und viele Männer in das Lager Omarska deportiert und dort getötet. Seit dem Krieg gehört der Ort zur Republika Srpska.

## Bevölkerung
Die meisten Einwohner von Kozaruša sind Bosniaken, daneben leben im Ort auch Roma, Serben und Kroaten.